# پیرنه میانه
پیرنهٔ میانه /پیٓرِنِه/ (به فرانسوی: Midi-Pyrénées) بزرگترین ناحیه فرانسه از لحاظ مساحت است که از هلند و دانمارک بزرگتر است.
پیرنه میانه سابقه هیچ یگانگی تاریخی یا جغرافیایی ندارد.

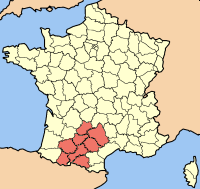
ناحیه پیرنه میانه در فرانسه